# Bisdom Muranga
Het bisdom Muranga (Latijn: Dioecesis Murangaensis) is een rooms-katholiek bisdom met als zetel Murang’a, in Kenia. Het bisdom is suffragaan aan het aartsbisdom Nyeri. 

## Geschiedenis
Het bisdom werd opgericht op 7 maart 1983, uit delen van het bisdom Nyeri, en was suffragaan aan het aartsbisdom Nairobi. Op 21 mei 1990 veranderde het van kerkprovincie en werd suffragaan aan het aartsbisdom Nyeri. 

## Parochies
Het bisdom had in 2021 een oppervlakte van 4.016 km2 en telde 1.920.000 inwoners waarvan 52,2% rooms-katholiek was.

## Bisschoppen
- Peter Joseph Kairo (17 Mar 1983 - 21 Apr 1997)
- Peter Kihara Kariuki (3 Jun 1999 - 25 Nov 2006)
- James Maria Wainaina Kungu (4 Apr 2009 - heden)